# La Adoración de los Magos (Memling)
La Adoración de los Magos es un tríptico realizado por el pintor alemán Hans Memling. Está realizado en óleo sobre tabla, y fue pintado en 1470-1472. La tabla central mide 147,5 cm de ancho y 96 cm de alto. Las tablas laterales o alas, miden 63 cm de ancho y 98 cm de alto. Se exhibe actualmente en el Museo del Prado de Madrid. 
A este tríptico de la Adoración de los Magos se le conoce también como «tríptico del Prado». Actualmente está formado por tres imágenes: el ala izquierda es una Natividad, el panel central una Adoración de los Reyes Magos, el ala derecha es una Presentación en el Templo. En origen las alas estaban también pintadas en sus reversos, pero actualmente no los conservan. Debido a la elección de los temas, así como por su representación, este tríptico se acerca al de Jan Floreins y al Políptico Hulin de Loo.

## Descripción
También se le llama «Tríptico de Carlos V» porque se conservó en el «oratorio de Carlos V» en el palacio real de Aranjuez y antes en la casa real de Aceca. Se trata de una de las obras más conocidas de Memling, aceptada por la totalidad de los autores.

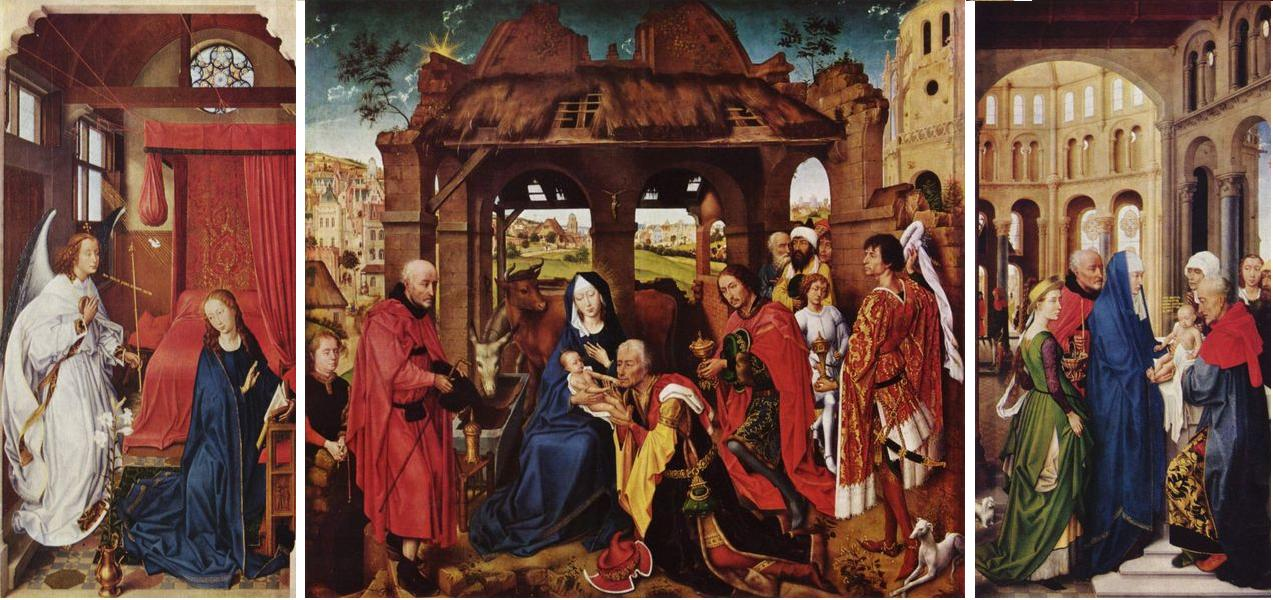
Rogier van der Weyden, «Altar Columba», Alte Pinakothek, Múnich (1450–1455).

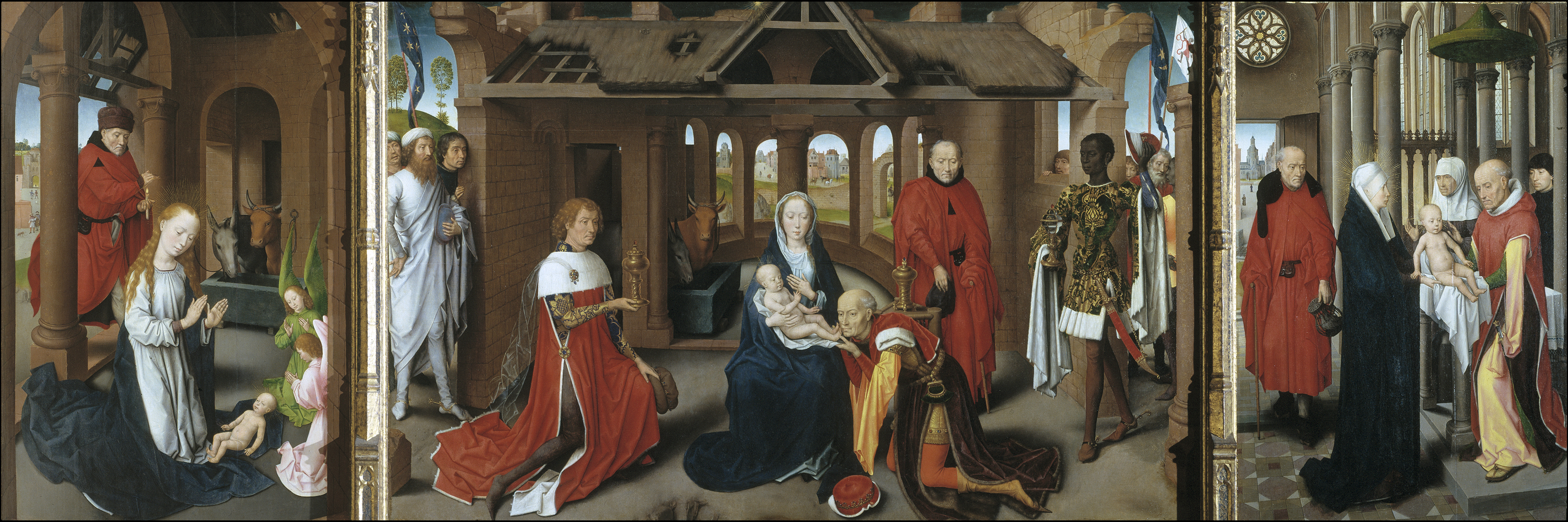
«Tríptico del Prado» (1470–1480).

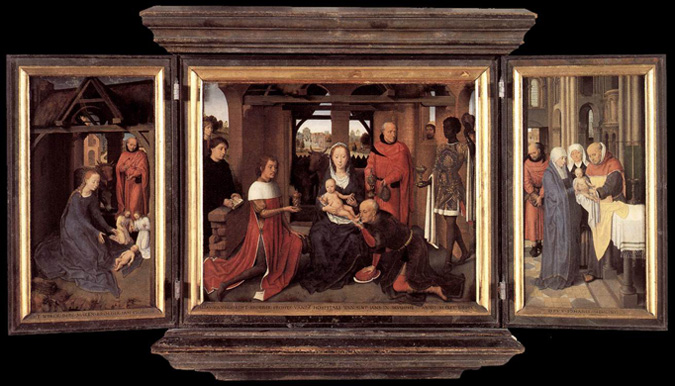
«Tríptico de Jan Floreins» (1479).

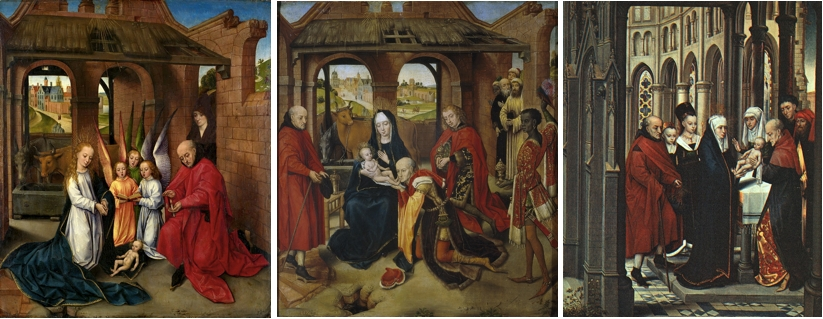
Tres de los cinco paneles del «Políptico Hulin de Loo » (1460–1464).

### Ala izquierda
Mientras que el panel central y el ala derecha son semejantes a los del «Tríptico de Jan Floreins», la composición de la Natividad es del todo diferente. Es sobre todo la persona de José la que está colocada de manera diferente y cambia la disposición: en lugar de estar adorando como la Virgen, aquí se coloca detrás de ella, protegiendo la luz de una vela como iluminando el interior en penumbra; una pose habitual del santo en la pintura flamenca de la época simbolizando la llegada de la Luz del Mesías al mundo. También el lugar de los animales y uno de los ángeles es de un verde llamativo. La vista sobre las calles de la ciudad, a la izquierda de José, se ve limitada, en comparación con el amplio panorama que se puede ver en el panel correspondiente del «Políptico Hulin de Loo».

### Panel central
Como en La Adoración de los Magos del «Políptico Hulin de Loo», el pintor ha seguido sobre todo el modelo que le ofrecía el panel central del «Tríptico de Santa Colomba» de Rogier van der Weyden, pero aquí no retiene más que algunos elementos de ese prototipo, y especialmente la figura del rey anciano arrodillado besando los pies al Niño. El grupo de la Virgen con Niño igualmente está influido por Rogier. Es interesante comparar este panel con el panel central del «Tríptico de Jan Floreins». La composición es claramente la misma, pero este panel es de un formato más grande, y así permite al pintor espaciar los personajes, confiriendo a la escena un hieratismo más intenso. Permite así a los curiosos, a ambos lados de los reyes, ser más visibles y asistir al homenaje que prestan los reyes. Los trajes de los reyes son también más ricos que en el tríptico Floreins. El rey Baltasar, ya representado en forma de hombre joven con traje elegante en el «políptico Hulin de Loo», lleva su sombrero en la mano derecha quitado por respeto cuando entra en escena. Lleva un traje de brocado, con mangas increíblemente largas, bordadas con un forro blanco. Sostiene el sable, en su funda roja, con una cadena de oro que rodea y acentúa su fino talle. Las espuelas, en sus zapatos, también están delicadamente modeladas como los de los otros reyes magos. Es uno de los primeros casos conocidos en la historia del arte en el que el rey Baltasar es representado como un individuo de raza negra. El rey arrodillado Melchor, el de más edad, está igualmente vestido de manera rica; su capa ancha de color marrón ribeteada con piel se abre sobre un punto de las mangas y las piernas, de donde surgen piedras preciosas. Su sombrero rojo, colocado delante de él está adornado por una fina corona de oro. Gaspar por último, arrodillado en tierra, también lleva una túnica roja con un jubón de brocado. Se cierra en el pecho con un alfiler de oro, piedras y perlas, un velo transparente envuelve el hombro y espalda. Cada uno de los tres reyes lleva su ofrenda en un recipiente cerrado, con una tapa adornada con una piedra preciosa. Los contenedores están hechos de oro en el caso de Gaspar y Melchor mientras que el de Baltasar parece de cristal.
El granero, abierto de par en par con varias ventanas, permite ver un animado paisaje urbano detrás de una muralla.

### Ala derecha
La Presentación en el templo tiene una composición más sobria que las del políptico Hulin de Loo o el altar de Santa Columba de Rogier van der Weyden. Los cinco personajes que figuran son José, María, el Niño Jesús, Simeón y Ana la profetisa (hija de Fanuel, de acuerdo con la antigua tradición, de ochenta y cuatro años) están acompañados por un hombre joven vestido de negro, en el extremo derecho, de quien no se revela la identidad. El templo está representado en forma de una iglesia gótica cuyo interior es bastante simple. La puerta de entrada lateral abierta deja entrever una amplia plaza rodeada por varios edificios. José lleva en su mano un recipiente conteniendo las dos tórtolas. Es una ofrenda, citada por el texto bíblico, que se corresponde con la purificación de María. En los tres paneles, José es representado siguiendo la tradición medieval como un anciano, con un bastón bastante destacado en los dos últimos paneles, y vestido de la misma manera. 

## Datación e historia
El tríptico entró en el Prado en el año 1847. La datación es controvertida, después de 1470 para Friedländer, quizá posterior al tríptico de Floreins, que data de 1479. El Museo del Prado considera que data de 1470-1472.